# Piddinghoe
Piddinghoe is een civil parish in het bestuurlijke gebied Lewes, in het Engelse graafschap East Sussex met 255 inwoners.